# Canton d'Arras-2
Le canton d'Arras-2 est une circonscription électorale française du département du Pas-de-Calais.

## Histoire
Un nouveau découpage territorial du Pas-de-Calais entre en vigueur à l'occasion des premières élections départementales suivant le décret du 24 février 2014. Les conseillers départementaux sont, à compter de ces élections, élus au scrutin majoritaire binominal mixte. Les électeurs de chaque canton élisent au Conseil départemental, nouvelle appellation du Conseil général, deux membres de sexe différent, qui se présentent en binôme de candidats. Les conseillers départementaux sont élus pour 6 ans au scrutin binominal majoritaire à deux tours, l'accès au second tour nécessitant 12,5 % des inscrits au 1er tour. En outre la totalité des conseillers départementaux est renouvelée. Ce nouveau mode de scrutin nécessite un redécoupage des cantons dont le nombre est divisé par deux avec arrondi à l'unité impaire supérieure si ce nombre n'est pas entier impair, assorti de conditions de seuils minimaux. Dans le Pas-de-Calais, le nombre de cantons passe ainsi de 77 à 39.
Le canton d'Arras-2 est formé de onze communes entières et une fraction de commune. Les onze communes sont issues des anciens cantons d'Arras-Nord (3 communes), de Vimy (5 communes), d'Arras-Sud (2 communes) et de Vitry-en-Artois (1 commune). Il est entièrement inclus dans l'arrondissement d'Arras. Le bureau centralisateur est situé à Arras.

## Représentation
| Période élective | Période élective | Mandat | Mandat   | Identité             | Nuance | Nuance | Qualité                                           |
| ---------------- | ---------------- | ------ | -------- | -------------------- | ------ | ------ | ------------------------------------------------- |
| 2015             | 2021             | 2015   | 2021     | Emmanuelle Lapouille |        | LR     | Gérante de société Conseillère municipale d'Arras |
| 2015             | 2021             | 2015   | 2021     | Alexandre Malfait    |        | UDI    | Conseiller Entreprises Maire-adjoint d'Arras      |
| 2021             | 2028             | 2021   | en cours | Emmanuelle Lapouille |        | LR     | Conseillère sortante                              |
| 2021             | 2028             | 2021   | en cours | Alexandre Malfait    |        | UDI    | Conseiller sortant                                |

### Résultats détaillés

#### Élections de mars 2015
À l'issue du 1er tour des élections départementales de 2015, trois binômes sont en ballottage : Emmanuelle Lapouille et Alexandre Malfait (Union de la Droite, 31,38 %), Kévin Bytebier et Christelle Jolie (FN, 28,62 %) et Karine Boissou et Thierry Occre (PS, 25,27 %). Le taux de participation est de 54,58 % (13 061 votants sur 23 928 inscrits) contre 51,81 % au niveau départemental et 50,17 % au niveau national.
Au second tour, Emmanuelle Lapouille et Alexandre Malfait (Union de la Droite) sont élus avec 37,16 % des suffrages exprimés et un taux de participation de 54,51 % (4 622 voix pour 13 042 votants et 23 928 inscrits).

#### Élections de juin 2021
Le premier tour des élections départementales de 2021 est marqué par un très faible taux de participation (33,26 % au niveau national). Dans le canton d'Arras-2, ce taux de participation est de 36,53 % (9 050 votants sur 24 771 inscrits) contre 35,19 % au niveau départemental. À l'issue de ce premier tour, deux binômes sont en ballottage : Emmanuelle Lapouille et Alexandre Malfait (Union au centre et à droite, 42,97 %) et Grégory Becue et Cendrine Carnel-Watin (binôme écologiste, 32,54 %).
Le second tour des élections est marqué une nouvelle fois par une abstention massive équivalente au premier tour. Les taux de participation sont de 34,36 % au niveau national, 34,96 % dans le département et 36,3 % dans le canton d'Arras-2. Emmanuelle Lapouille et Alexandre Malfait (Union au centre et à droite) sont élus avec 59,17 % des suffrages exprimés (4 801 voix pour 8 980 votants et 24 741 inscrits),,.

## Composition
Le canton d'Arras-2 comprend onze communes et la partie de la commune d'Arras située au nord d'une ligne définie par l'axe des voies et limites suivantes : depuis la limite territoriale de la commune de Sainte-Catherine, rue de la Croix-de-Grès, rond-point Baudimont, boulevard Georges-Besnier, boulevard du Président-Allende, rue d'Amiens, rue Sainte-Claire, boulevard Crespel, cours de Verdun, rue Aristide-Briand, boulevard Carnot, avenue du Maréchal-Leclerc, pont Leclerc, rue Emile-Breton, rue Alexandre-Georges, rue Clusius, rue de Cambrai, jusqu'à la limite territoriale de la commune de Tilloy-lès-Mofflaines.
| Nom                           | Code Insee | Intercommunalité | Superficie (km2) | Population (dernière pop. légale)                | Densité (hab./km2) | Modifier                                    |
| ----------------------------- | ---------- | ---------------- | ---------------- | ------------------------------------------------ | ------------------ | ------------------------------------------- |
| Arras (bureau centralisateur) | 62041      | CU d'Arras       | 11,63            | Fraction : 16 854 (2022) Commune : 42 621 (2022) | 3 665              | modifier les données · modifier les données |
| Athies                        | 62042      | CU d'Arras       | 4,34             | 1 049 (2022)                                     | 242                | modifier les données · modifier les données |
| Bailleul-Sir-Berthoult        | 62073      | CU d'Arras       | 9,35             | 1 432 (2022)                                     | 153                | modifier les données · modifier les données |
| Fampoux                       | 62323      | CU d'Arras       | 8,64             | 1 243 (2022)                                     | 144                | modifier les données · modifier les données |
| Farbus                        | 62324      | CU d'Arras       | 3,49             | 631 (2022)                                       | 181                | modifier les données · modifier les données |
| Feuchy                        | 62331      | CU d'Arras       | 5,45             | 1 003 (2022)                                     | 184                | modifier les données · modifier les données |
| Gavrelle                      | 62369      | CU d'Arras       | 9,02             | 785 (2022)                                       | 87                 | modifier les données · modifier les données |
| Monchy-le-Preux               | 62582      | CU d'Arras       | 9,26             | 656 (2022)                                       | 71                 | modifier les données · modifier les données |
| Saint-Laurent-Blangy          | 62753      | CU d'Arras       | 9,83             | 6 492 (2022)                                     | 660                | modifier les données · modifier les données |
| Saint-Nicolas                 | 62764      | CU d'Arras       | 3,19             | 4 548 (2022)                                     | 1 426              | modifier les données · modifier les données |
| Thélus                        | 62810      | CU d'Arras       | 8,99             | 1 303 (2022)                                     | 145                | modifier les données · modifier les données |
| Willerval                     | 62892      | CU d'Arras       | 4,05             | 661 (2022)                                       | 163                | modifier les données · modifier les données |
| Canton d'Arras-2              | 6203       |                  |                  | 36 657 (2022)                                    |                    | modifier les données                        |

## Démographie
En 2022, le canton comptait 36 657 habitants, en évolution de +3,04 % par rapport à 2016 (Pas-de-Calais : −0,72 %, France hors Mayotte : +2,11 %).
| 2013   | 2018   | 2022   |
| ------ | ------ | ------ |
| 35 013 | 36 032 | 36 657 |